# Vaisésika
A vaisésika (szanszkrit: वैशेषिक, angol átírás: Vaisheshika) a hat ortodox ind filozófiai rendszer egyike. Ez a rendszer az emberi test és a világegyetem természettanával, valamint kémiájával foglalkozik. Kilenc fő témával foglalkozik: a földdel, a vízzel, a tűzzel, a levegővel, a térrel, az idővel, a dimenziókkal, a tudattal, a lélekkel és a köztük lévő kölcsönhatásokkal.
Filozófiáját Kanáda fejtette ki, aki kb. Kr. e. 6. sz. - Kr. e. 2. sz. között élt.  További fontos képviselői voltak Prasasztapáda és Srídhara. A vaisésika a 11. századra összeolvadt a njája nevű bölcselettel; azóta a rendszert gyakran njája-vaisésika néven emlegetik.
A Vaisésika és a vele igen szoros kapcsolatban álló njája jellemző vonásai az osztályozás, az éles definiálás és az atomelmélete - egészen új elem az ind gondolatvilágban. Eredeti ateizmusuk később, az iskolák összeolvadása után, teizmusba ment át, amelyben azonban a személyes Isten nem az anyag teremtője.
A Vaisésika-rendszer első nyomai Krisztus előtti századokban jelentkeznek, de a rendszer tankönyve, a 370 Vaisésika-szútra, későbbi időből való. E szútrák szerzője, s a rendszer alapítója állítólag Kanáda v. Kana-bhuds v. Kana-bhaksa, tkp. "atomevő". De ez a név valószínűleg gúnynév, amely kiszorította az igazit; ez pedig alighanem Ulúka, mert a rendszer hívei a vaisésika néven kívül az aulúkja nevet viselik. A rendszer a való világ analizáló vizsgálata.
Alapítója a megismerhetőnek helyes megismerésére törekszik; ami nézete szerint megismerhető, kategóriákba foglalja s kategória-tanára teljes filozófiai rendszert épít. Ezek a kategóriák (padártha) kanti vagy arisztotelészi értelemben veendő kategóriák, azaz legmagasabb logikai fogalmak, amelyek alá a tapasztalat egésze rendszeresen szubszumálható, s eredetileg minden valószínűség szerint reális metafizikai erők is voltak. Számuk közönségesen hat, később hét - és pedig:
1. dravja, "anyag, szubsztancia"
2. guna, "minőség",
3. karman, "tevékenység, mozgás" ,
4. számánja, "közösség, általánosság" (ez és a következő kategória az arisztotelészi pros ti, a reláció),
5. visésa, "különbség, különbözés" (innen a rendszer neve: "különbségekre vonatkozó"),
6. szamavája, "egybetartozás, inherencia",
7. abháva "nem-lét".

E kategóriák igen pontosan vannak definiálva s alosztályokra vannak osztva.
1. Szubsztancia (dravja) a rendszer meghatározása szerint mindaz, aminek minősége, vagy tevékenysége van s ami a jelenség közvetlen oka. Kilenc szubsztancia van, ú. m. föld, víz, tűz, levegő, éter (ákása), tér (dis), idő (kála), lélek (átman) és elme (manasz). A négy első szubsztancia örök vagy nem-örök s vagy anyagi test vagy atomok alakjában jelentkezik. Az érzékelhetetlen örök atomok (anu, paramánu) létezése azzal van bizonyítva, hogy feltevésük nélkül regresszus in infinitum (anavaszthá) volna a felosztásban; kell tehát valami legkisebbnek léteznie, ami a további analízist kizárja; ez a végtelen kicsiség az atom: a napsugárban lebegő porszem hatod része. Az atomok minőségileg különbözők s gömbölyűek (parimandala) - különböznek tehát a görög atomoktól, amelyek minőség- nélküliek s mindenféle alakúak. Az atomok az istenségtől nyert impulzus folytán (ebben áll körülbelül a rendszer egész teizmusa) kettős, hármas stb. aggregátumokat képeznek, amelyek lehetnek organikusok, orgánumok és anorganikusok. Így pl. az emberi test organizált föld, a szaglóképesség földi (földszerű) orgánum, a kő anorganikus; a vízi állat orgánum, a kő anorganikus; a vízi állat organikus víz, az ízlés vízi orgánum, a forrás an-organikus; a nap szférájában lakó lények organikus tüzek, a látás tűz-szerű orgánum, a házi tűz an-organikus tűz; a légi szellemek organikusok, a lehelet légi orgánum, a szél anorganikus lég. Az aggregátumok természetesen ki vannak téve a dekompozíciónak. A végtelen és örök éter nem áll atomokból, érzékelhetetlen és abból van kikövetkeztetve, hogy a hangnak szükségszerű szubsztáruma. A tér és idő a szubsztanciák között szerepelnek, mint a Kant előtti "matematikai természetbúvárok" némelyikénél, érzékelhetetlenek s csak ki vannak következtetve - az előbbi a dolgok egymásmellettiségéből, közelségéből és távolságából stb. az utóbbi a rákövetkezésből és egyidejűségből stb. A lélek egy, végtelen, örök, anyagtalan szubsztancia, a lelki "minőségek" (tudás, gyönyör, fájdalom, vágy, ellenszenv és akarat) szubsztrátuma s ezekből van kikövetkeztetve. Két alakban létezik: az egyik Isten (Ísvara), a mindenütt jelenvaló, mindentudó, örömtől és fájdalomtól, érdemtől és bűntől mentes legfőbb lélek; a másik az egyéni lélek (mint ilyen végtelen számú), amely szintén mindenütt jelenvaló s a megismerés alanya, de nem mindentudó, mert a manaszhoz van kötve, amely az érzékszervek benyomásait hozzá juttatja s amely nélkül tehát megismerésre képtelen volna. A manasz végül örökkévaló, atomszerű, érzékelhetetlen szubsztancia s abból van kikövetkeztetve, hogy különböző érzéki benyomások csak egymás után juthatnak a lélekhez, ami arra a feltevésre kényszerít, hogy a lélek és a benyomások között egy restringáló (korlátozó) közvetítőnek kell lennie.
2. Minőség (guna) nélkül nincsen szubsztancia és megfordítva: szubsztancia nélkül nincs minőség. A minőség kategóriájában 17, később 24 tulajdonság szerepel, köztük több lelki is. E tulajdonságok: szín, íz, szag, tapintás, szám, mennyiség, egyesség v. egyéniség, egyesülés és elválás, prioritás és poszterioritás, intellektuális tevékenység, öröm és fájdalom, vonzódás és ellenszenv, akarás; - később még: nehézség, folyósság, tapadás, hang, erény és bűn, szanszkárák (készségek v. után-hatások - és pedig a kapott lökés v. impulzus megtartása, a ruganyosság és az emlékezés). A minőségek lényegesek vagy esetlegesek. A szag pl. a földnek lényeges, a virágtól illatos ruhának esetleges tulajdonság.
3. A tevékenység (karma) öt faja: a föl-és lehajítás, összehúzódás, kiterjeszkedés és járás - t. i. az atomoknak föl- és lefelé mozgása, közeledése, távolodása és vízszintes irányban mozgása.
4. A közösség (számánja) nem csupán absztrakció, hanem a dolgokban lappangóerő is, amelynél fogva valamit közösen birtokolnak. Rajta alapul a nem (dsáti, "genus") különböző alosztályaival. A legfőbb nem a létezés (szattá), amely határozmányok (upádhi) által differenciálva fajokká (species) fejlődik.
5. A különbség (visésa) szintén a dolgokban inheráló entitás is, amelynél fogva egymástól különbözőknek ismerjük meg őket. E kategórián alapul az egyéniség és különlét. Alája tartoznak az individuumok, tehát az atomok is.
6. Az inherencia (szamavája), az ind filozófia érdekes specialitása, szintén a dolgokban immanens erő, amely interdependens (egymástól függő) s tehát elválaszthatatlan dolgokat egyesít, - aminők pl. apa és fiú, szövet és fonal, gondolat és szó, általános és különös, egész és rész, ok és okozat, szubsztancia és minőség.
7. A nem-lét (a-bháva) kategoriája, amely végzetes befolyással volt a logikai kutatásokra, ind szubtilitással négy alfajra oszlik. Ezek a következők: 1. prág-abháva, "előbb-nem-létezés", nem-létezés a parte ante, jövő létezés (pl. szövet a megszövetése előtt), 2. pradhvansza-abháva, "utóbb-nem-létezés", nem-létezés a parte post, elmúlt létezés (pl. fazék a széttörése után), 3. atjanta-abháva, "abszolút-nem-létezés", képtelenség (pl. terméketlen nőnek gyermeke, tűz a vízben), 4. anjónja-abháva, "kölcsönös nem-létezés", reciprok tagadás (pl. víz és jég).
E kategóriák ismeretétől függ a magasabb létformákba "fellendülés" (abhjudaja) s a végrei üdvösség (nih-sréjasza), azaz a megváltás. Ez meglehetősen különösen hangzik s aligha volt a gondolkozásnak hajtó motívuma. A rendszer egyébként, bár valóban természettudományi jellegű, önálló természettudomány megszületését nem segítette elő.

## További információ
- A Vaisésika és a Vaisésika-szútra